# Phra Samut Chedi (huyện)
Phra Samut Chedi (tiếng Thái: พระสมุทรเจดีย์) là huyện (Amphoe) cực tây của tỉnh Samut Prakan ở miền trung Thái Lan.

## Địa lý
Các huyện giáp ranh (từ phía tây theo chiều kim đồng hồ) là: Bang Khun Thian và Thung Khru của Bangkok, Phra Pradaeng và (qua sông Chao Phraya) Mueang Samut Prakan của tỉnh Samut Prakan.

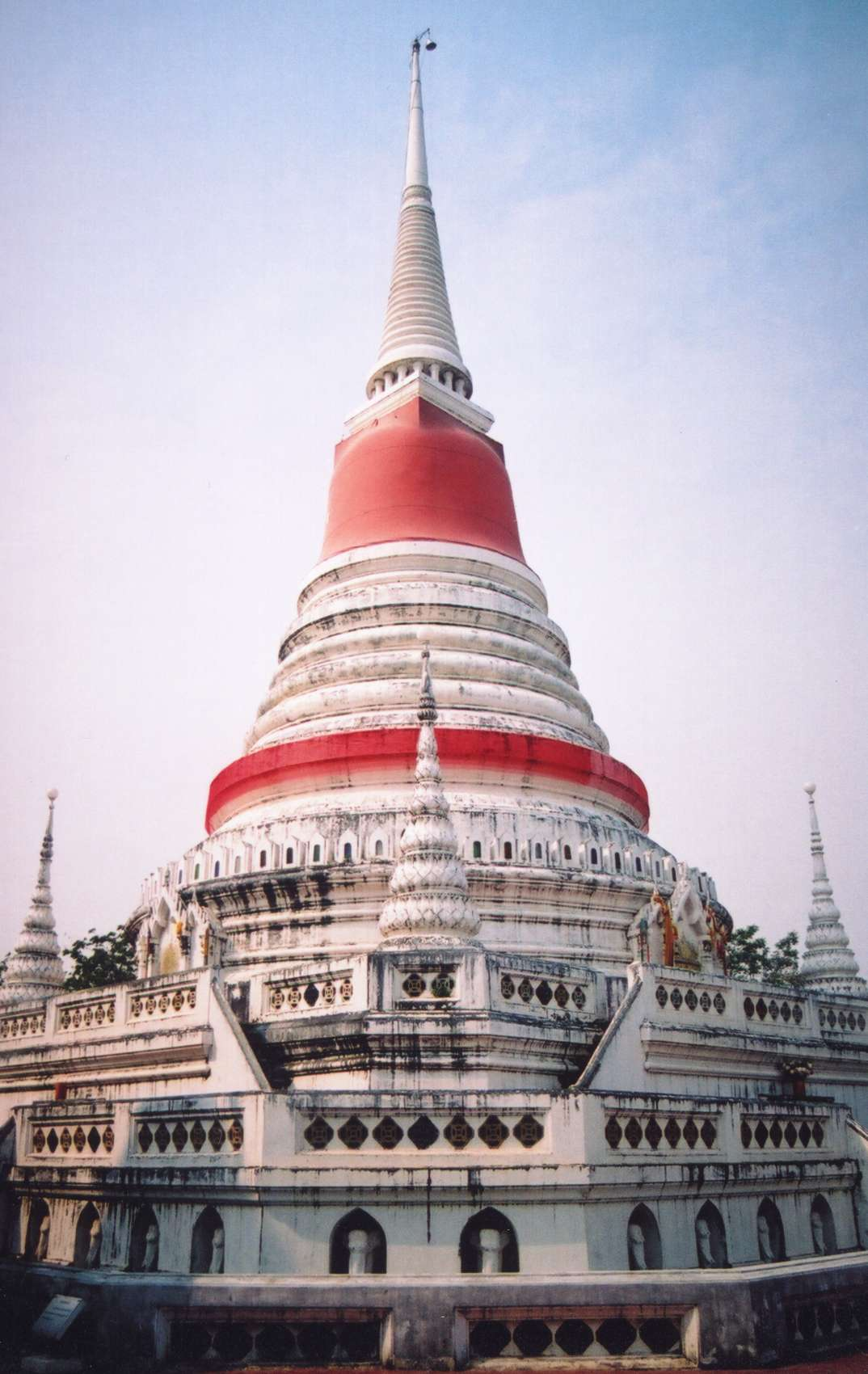
Wat Phra Samut Chedi

Huyện được đặt tên theo đền Phra Samut Chedi được xây năm 1827-1828 theo lệnh vua Buddha Loetla Nabhalai (Rama II) trên một cù lao trên sông Chao Phraya.

## Lịch sử
Đơn vị này được lập làm một tiểu huyện (King Amphoe) ngày 15 tháng 12 năm 1984 thông qua việc tách 5 tambon từ huyện Mueang Samut Prakan. Đơn vị này đã được nâng cấp thành huyện ngày 15 tháng 7 năm 1991.

## Hành chính
Huyện này được chia thành 5 phó huyện (tambon), các đơn vị này lại được chia ra thành 42 làng (muban). Có hai thị trấn (thesaban tambon) - Phra Samut Chedi nằm trên toàn bộ tambon Pak Klong Bang Pla Kot, và Lae Fa Pha nằm trên một phần của tambon Laem Fa Pha and Nai Khlong Bang Pla Kot. Có 4 Tổ chức hành chính tambon.
| STT. | Tên                     | Tên Thái        | Số làng | Dân số |  |
| ---- | ----------------------- | --------------- | ------- | ------ |  |
| 1.   | Na Kluea                | นาเกลือ          | 8       | 9.071  |  |
| 2.   | Ban Khlong Suan         | บ้านคลองสวน      | 4       | 9.693  |  |
| 3.   | Laem Fa Pha             | แหลมฟ้าผ่า        | 13      | 18.638 |  |
| 4.   | Pak Khlong Bang Pla Kot | ปากคลองบางปลากด | 4       | 13.798 |  |
| 5.   | Nai Khlong Bang Pla Kot | ในคลองบางปลากด  | 13      | 48.822 |  |